# Tuffi ai Giochi della XI Olimpiade - Piattaforma femminile
La competizione della piattaforma femminile  di tuffi ai Giochi della XI Olimpiade si è svolta il giorno dal 13 agosto 1936 al Berlin Olympic Swim Stadium.

## Risultati
4 liberi dalla piattaforma di 10 metri.
| Pos.    | Atleta                  | Nazione       | Totale | Tuffi Liberi | Tuffi Liberi | Tuffi Liberi | Tuffi Liberi |
| Pos.    | Atleta                  | Nazione       | Totale | 1            | 2            | 3            | 4            |
| ------- | ----------------------- | ------------- | ------ | ------------ | ------------ | ------------ | ------------ |
| Oro     | Dorothy Poynton-Hill    | Stati Uniti   | 33,93  | 7,81         | 8,36         | 9,36         | 8,40         |
| Argento | Velma Dunn              | Stati Uniti   | 33,63  | 7,59         | 7,92         | 8,88         | 9,24         |
| Bronzo  | Käthe Köhler            | Germania      | 33,43  | 7,26         | 8,25         | 8,40         | 9,52         |
| 4       | Reiko Osawa             | Giappone      | 32,53  | 7,59         | 7,04         | 8,52         | 9,38         |
| 5       | Cornelia Gilissen       | Stati Uniti   | 30,47  | 6,82         | 7,81         | 7,44         | 8,40         |
| 6       | Fusako Kono             | Giappone      | 30,24  | 7,04         | 7,04         | 7,20         | 8,96         |
| 7       | Jean Gilbert            | Gran Bretagna | 30,16  | 7,48         | 7,92         | 5,52         | 9,24         |
| 8       | Änne Ehscheidt          | Germania      | 29,90  | 5,72         | 7,26         | 8,52         | 8,40         |
| 9       | Ingeborg Sjöqvist       | Svezia        | 29,67  | 5,94         | 7,37         | 7,68         | 8,68         |
| 10      | Ann-Margret Nirling     | Svezia        | 29,20  | 7,04         | 6,16         | 8,16         | 7,84         |
| 11      | Anneliese Kapp          | Germania      | 28,66  | 6,60         | 7,26         | 6,96         | 7,84         |
| 12      | Inger Nordbø            | Norvegia      | 28,62  | 5,94         | 7,04         | 6,96         | 8,68         |
| 13      | Tullik Helsing          | Norvegia      | 28,40  | 7,04         | 5,28         | 7,68         | 8,40         |
| 14      | Masayo Osawa            | Giappone      | 28,10  | 4,40         | 7,26         | 7,20         | 9,24         |
| 15      | Mette Gregaard          | Danimarca     | 27,54  | 6,38         | 6,16         | 7,44         | 7,56         |
| 16      | Therese Rampel          | Austria       | 27,16  | 6,38         | 5,94         | 6,72         | 8,12         |
| 17      | Karen Margrete Andersen | Danimarca     | 27,08  | 5,72         | 6,60         | 7,20         | 7,56         |
| 18      | Madge Moulton           | Gran Bretagna | 26,62  | 5,06         | 7,04         | 6,96         | 7,56         |
| 19      | Lynda Adams             | Canada        | 26,52  | 6,38         | 6,38         | 4,80         | 8,96         |
| 20      | Cécile Lesprit-Poirier  | Francia       | 25,56  | 5,72         | 6,60         | 6,24         | 7,00         |
| 21      | Alma Staudinger         | Austria       | 25,04  | 5,94         | 5,06         | 6,48         | 7,56         |
| 22      | Thelma Boughner         | Canada        | 24,30  | 5,50         | 5,72         | 7,20         | 5,88         |